# Labeo dero
Labeo dero es una especie de peces de la familia de los Cyprinidae en el orden de los Cypriniformes.

## Morfología
Los machos pueden llegar alcanzar los 75 cm de longitud total.

## Hábitat
Es un pez de agua dulce.

## Distribución geográfica
Se encuentran en Asia: Pakistán, India, Nepal, Bangladés, Birmania, China y, posiblemente, en Sri Lanka.